# Суперчуитс
«Суперчуитс» — четвёртый мини-альбом российского рэп-исполнителя GONE.Fludd, выпущенный 27 сентября 2018 года лейблом Sony Music Russia через цифровую дистрибуцию.
Плейлист «Суперчуитс» состоит из семи треков, инструментал большинства из которых был написан битмейкером Cakeboy, давним товарищем GONE.Fludd, а также музыкантами под псевдонимами Leezy, Swiftness2H и Lostsvund; гостевые появления других артистов отсутствуют. В отличие от предыдущей работы рэпера, Boys Don’t Cry, в поддержку которой было выпущено четыре сингла, выход «Суперчуитс» не сопровождался отдельными релизами песен с альбома. На треки «Сахарный человек» и «Пустота» после выхода альбома были выпущены музыкальные клипы.
«Суперчуитс» был принят крайне положительно и стал одним из самых успешных альбомов артиста. За час с момента релиза альбом набрал более 700 тысяч прослушиваний. После его выхода многие профильные СМИ неоднократно отмечали спад популярности GONE.Fludd, часто сравнивая качество его более новых работ с «Суперчуитс» и Boys Don’t Cry.
Хип-хоп-портал The Flow поместил мини-альбом на 7 строчку «50 отечественных альбомов 2018».

## Описание
Выпущен 27 сентября 2018 года под лейблом Sony Music Entertainment. Имеет три платиновые сертификации.

## Оценки
Музыкальный портал The Flow комментирует релиз так:

Он (альбом — прим. ред.) звучит как логическое продолжение хитового «Boys Don’t Cry» — всё тот же красочный и изобретательный рэп, полный вербальной эквилибристики и въедливых хуков.

Издание Colta.ru включило пластинку в восьмёрку примечательных русскоязычных альбомов октября 2018 года и прокомментировало его так:

<…>тексты и треки Флада разлетаются перед глазами психоделически-яркими картинками в мультяшном стиле с какого-нибудь суперпродвинутого тамблера (или что там сейчас у двадцатилетних вместо него). «Суперчуитс» — альбом-калейдоскоп, щекотная атака на чувства со всех сторон, сеанс головокружительной словесной эквилибристики, оформленный соответствующим красочным продакшеном, собранным будто из самых диких телеграмовских стикеров. <…>

## Список композиций
По данным из Tidal и iTunes.
| №                   | Название                         | Музыка              | Длительность |
| ------------------- | -------------------------------- | ------------------- | ------------ |
| 1.                  | «Суперчуитс»                     | Cakeboy             | 1:22         |
| 2.                  | «Банановый сок»                  | Cakeboy             | 3:39         |
| 3.                  | «Дай пять! (Are you live remix)» | Cakeboy             | 2:57         |
| 4.                  | «Фреймдата»                      | Cakeboy             | 2:02         |
| 5.                  | «Дрипсэт»                        | Leezy               | 2:47         |
| 6.                  | «Сахарный человек»               | Swiftness2h         | 2:45         |
| 7.                  | «Пустота»                        | Lostsvund           | 4:11         |
| Общая длительность: | Общая длительность:              | Общая длительность: | 19:43        |

## Чарты
| Чарты (2018)         | Высшая позиция |
| -------------------- | -------------- |
| Россия (Apple Music) | 1              |
| Россия (iTunes)      | 8              |

| Чарты (2018)         | Песня              | Высшая позиция |
| -------------------- | ------------------ | -------------- |
| Россия (ВКонтакте)   | «Сахарный человек» | 3              |
| Россия (Apple Music) | «Сахарный человек» | 5              |
| США (Soundcloud)     | «Сахарный человек» | 34             |
| Россия (ВКонтакте)   | «Дрипсэт»          | 1              |
| Россия (ВКонтакте)   | «Банановый сок»    | 19             |